# 벡터 값 미분 형식
미분기하학에서 벡터 값 미분 형식(vector값微分形式, 영어: vector-valued differential form)의 개념은 미분 형식의 개념의 일종의 일반화이다. 벡터 값 미분 형식은 미분 형식 다발과 임의의 벡터 다발과의 텐서곱 다발의 단면이며, 일종의 "뒤틀린 미분 형식"으로 여겨질 수 있다. 그 위에는 당김과 쐐기곱이 정의되지만, 일반적으로 외미분은 정의되지 않는다.

## 정의
다음 데이터가 주어졌다고 하자.
- 매끄러운 다양체 {\displaystyle M}
- {\displaystyle M} 위의 매끄러운 벡터 다발 {\displaystyle \pi \colon E\twoheadrightarrow M}

그렇다면, {\displaystyle M} 위의 {\displaystyle E}값 미분 형식들의 벡터 다발은 다음과 같다.
{\displaystyle E\otimes \bigoplus _{p=0}^{\dim M}\bigwedge ^{p}\mathrm {T} ^{*}M}
즉, {\displaystyle E}값의 {\displaystyle p}차 미분 형식은 다음 단면 공간의 원소이다.
{\displaystyle \Omega ^{p}(M;E)=\Gamma \left(E\otimes \bigwedge ^{p}\mathrm {T} ^{*}M\right)=\Omega ^{p}(M)\otimes _{\Omega ^{0}(M)}\Gamma (E)}
특히, {\displaystyle \Omega ^{0}(M;E)=\Gamma (E)}이며, 또한 자명한 벡터 다발 {\displaystyle E=M\times \mathbb {R} }에 대하여 {\displaystyle \Omega ^{p}(M;E)=\Omega ^{p}(M)}이다.
만약 {\displaystyle E=M\times V}가 자명한 벡터 다발일 경우, 보통 {\displaystyle \Omega ^{p}(M;E)}를 {\displaystyle \Omega ^{p}(M;V)}로도 표기한다.

## 연산

### 당김
다음 데이터가 주어졌다고 하자.
- 매끄러운 다양체 {\displaystyle M}과 {\displaystyle N}
- 매끄러운 함수 {\displaystyle f\colon N\to M}
- {\displaystyle M} 위의 매끄러운 벡터 다발 {\displaystyle E}
- {\displaystyle M} 위의, {\displaystyle E}값의 {\displaystyle p}차 미분 형식 {\displaystyle \omega \in \Omega ^{p}(M;E)}

그렇다면, {\displaystyle \omega }의, {\displaystyle f}에 대한 당김
{\displaystyle f^{*}\omega \in \Omega ^{p}(N;f^{*}E)}
를 자연스럽게 정의할 수 있다.

### 쐐기곱
다음 데이터가 주어졌다고 하자.
- 매끄러운 다양체 {\displaystyle M}
- {\displaystyle M} 위의 두 매끄러운 벡터 다발 {\displaystyle E}, {\displaystyle F}
- {\displaystyle M} 위의, {\displaystyle E}값의 {\displaystyle p}차 미분 형식 {\displaystyle \alpha \in \Omega ^{p}(M;E)}
- {\displaystyle M} 위의, {\displaystyle F}값의 {\displaystyle q}차 미분 형식 {\displaystyle \beta \in \Omega ^{p}(M;E)}

그렇다면, {\displaystyle \alpha }와 {\displaystyle \beta }의 쐐기곱
{\displaystyle \alpha \wedge \beta \in \Omega ^{p+q}(M;E\otimes F)}
을 정의할 수 있다.

### 리 대수 쐐기곱
다음 데이터가 주어졌다고 하자.
- 매끄러운 다양체 {\displaystyle M}
- {\displaystyle M} 위의 매끄러운 벡터 다발 {\displaystyle E}. 또한, {\displaystyle E}의 각 올들이 단순히 실수 벡터 공간이 아니라, 실수 리 대수 {\displaystyle {\mathfrak {g}}}의 구조를 갖춘다고 하자.
- {\displaystyle E}값의 {\displaystyle p}차 미분 형식 {\displaystyle \alpha \in \Omega ^{p}(M;E)}
- {\displaystyle E}값의 {\displaystyle q}차 미분 형식 {\displaystyle \beta \in \Omega ^{q}(M;E)}

그렇다면, 이 경우 위의 쐐기곱과, 리 괄호를 동시에 적용한 연산
{\displaystyle [\alpha \wedge \beta ]\in \Omega ^{p+q}(M;E)}
를 정의할 수 있다. 이 경우,
{\displaystyle [\alpha \wedge \beta ]=(-1)^{pq+1}[\beta \wedge \alpha ]}
가 성립한다.

### 외미분
일반적으로, 벡터 값 미분 형식의 경우 (벡터 다발이 자명하지 않다면) 외미분을 정의할 수 없다. 물론, 자명한 벡터 다발의 경우 자명하게 외미분이 정의된다.
보다 일반적으로, 벡터 다발에 평탄한 (즉, 곡률이 0인) 코쥘 접속이 주어진다면 그 위에 일종의 외미분을 정의할 수 있다.